# Peintre de Sappho
Le Peintre de Sappho est un artiste grec, peintre sur céramiques. Anonyme, il doit son nom à un kalpis des environs de 510 av. J.-C., représentant la poétesse Sappho, conservé au musée national de Varsovie.

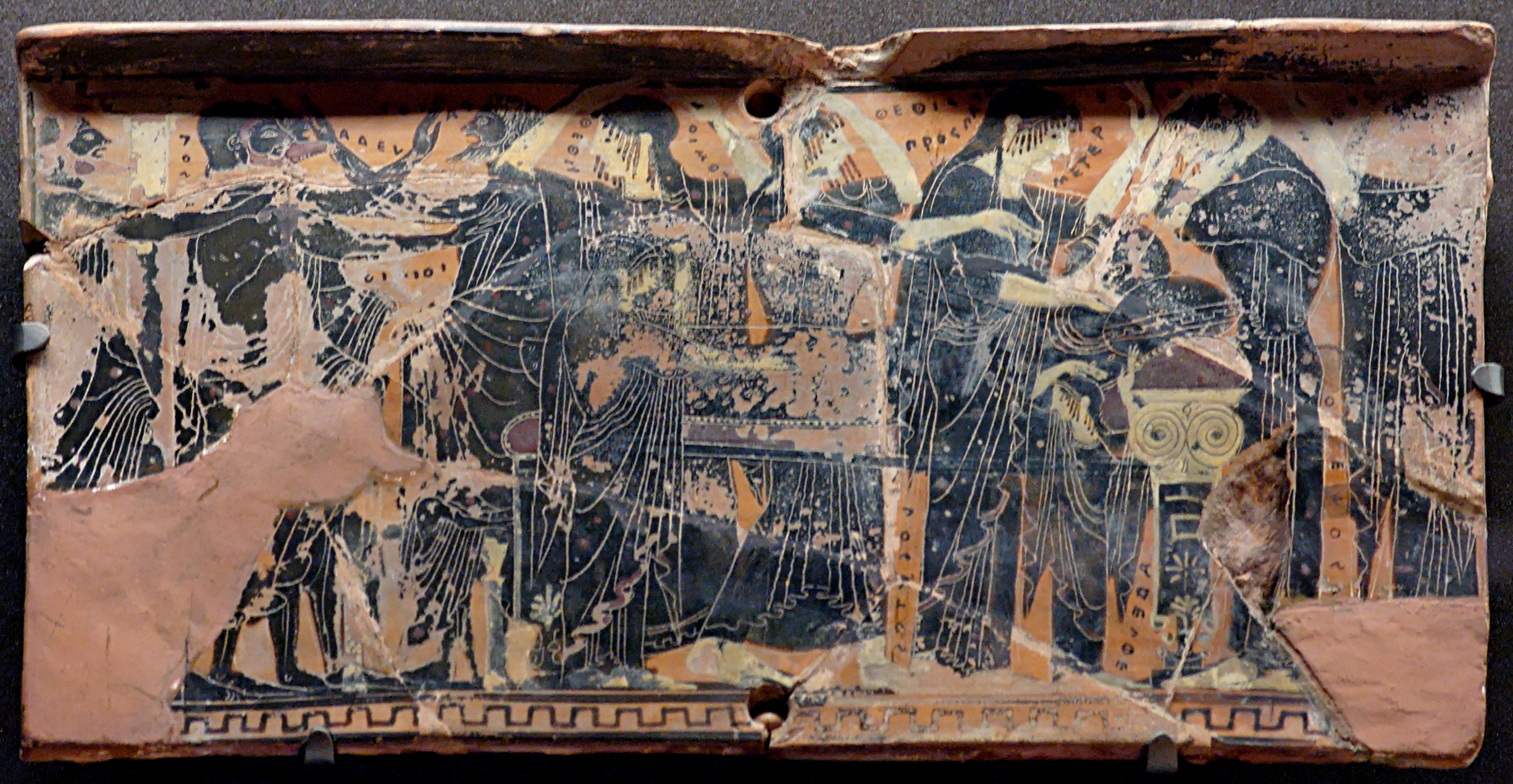
Scène de prothesis (déploration du mort), pinax attique à figures noires, vers 500 av. J.-C., conservé au musée du Louvre. Les inscriptions précisent les liens de parenté des personnages avec le défunt. « OIMOI », présent deux fois, est un cri de douleur.

Le Peintre de Sappho emploie différentes techniques, dont le fond blanc ou la technique de Six. Il a été actif jusque vers 480 av. J.-C.
Plus de quatre-vingt-dix vases lui sont attribués. Les trois quarts ont la particularité de porter des inscriptions. Parmi eux, les deux tiers sont de pseudo-inscriptions, formant des mots inconnus ou composées de fausses lettres. L'une de ces inscriptions, sur un épinétron qui lui est attribué, conservé au musée d'Éleusis, a été interprétée par Annie Bélis comme une partition, ce qui en ferait la plus ancienne notation musicale de la Grèce antique. 